# Das Sängerpaar
Das Sängerpaar ist der Titel einer Papierarbeit, die die russische Künstlerin Marianne von Werefkin malte. Das Werk gehört zum Bestand einer Privatsammlung.

## Technik, Maße und Datierung
Bei der Darstellung handelt es sich um eine Gouache auf Malpapier, 66 × 50 cm im Hochformat. Die vorausgegangene weißgehöhte Tuschzeichnung   befindet sich in der Fondazione Marianne Werefkin in Ascona in dem Skizzenbuch g/16. Sie ist beschriftet von fremder Hand: „Ich bin der Musensohn.“

## Ikonografie
Als Karikatur stellte Werefkin eine Situation in einem privaten Musiksalon dar. Im Vordergrund agieren Jawlensky und eine unbekannte, in die Jahre gekommene Frau, als Sängerpaar. Im Hintergrund an der apsisförmigen Rückwand des Raumes sind à la Walhalla bei Donaustauf Büsten von Sängern oder Komponisten angebracht.
Jawlensky ist als Sänger, mit Halbglatze, fast geschlossenen Augen und Schnurrbart dargestellt. Den Mund hat er weit geöffnet, so dass seine Zunge zu erkennen ist. Bekleidet ist er mit einem dunkelblauen, gestreiften Cutaway, weißem Hemd, Vatermörder und obligater Fliege.
Begleitet wird Jawlensky von einer unbekannten Sängerin. Sie hat relativ kurze, hochgesteckte blonde Haare. Ihre Augen hat sie ebenfalls niedergeschlagen. Sie singt mit schiefem Mund. Unter der Oberlippe sind ihre Zähne zu sehen.
Die Sängerin trägt ein dekolltiertes hellgelbes Kleid. In den Händen hält sie ein aufgeschlagenes Liederheft, in das beide Sänger die vermeintlich geschlossenen Augen richten. Beide Personen sind perspektivisch so dargestellt, dass der Bildbetrachter gezwungen ist, in deren Nasenlöcher zu sehen.

## Japaneinfluss
Rechts von dem Sängerpaar sitzt eine Frau an einem Flügel. Sie hat kurz geschnittenes rötliches Haar und trägt ein hellblaues Kleid mit kurzen Puffärmeln.
Von dem Flügel ist nur die rechte Wange vor der Klaviatur zu sehen. Beide, die Pianistin und das Musikinstrument, werden vom rechten Bildrand überschnitten. Hierbei handelt es sich um einen deutlichen Hinweis auf Werefkins profunde Kenntnis der japanischen Kunst.